# カトリック船越教会
カトリック船越教会（カトリックふなこしきょうかい）は、長崎県佐世保市にある、キリスト教（カトリック）の聖堂。

## 解説
1962年から1970年は司祭が常駐する教会であったが、鹿子前教会の建設にともない鹿子前小教区が発足、その巡回教会となった。
その鹿子前教会とは1kmほどの直線距離であるが当教会は閑静な環境にあり、騒音と言えば隣接する森きららの動物の鳴き声くらいで、祈りの場所としては最適と言える。

## 沿革
鹿子前教会よりは歴史が古い。当初は三浦町教会の巡回教会であった。
- 1923年、紐差教会の古材を利用して、鴛の浦（現鹿子前公園駐車場）に教会を建設。
- 1940年、旧日本海軍施設拡充のため現在地に移転。
- 1962年、三浦町小教区から分離独立して、船越小教区となった。
- 前述のとおり、1970年に鹿子前教会が建設され、その巡回教会に。